# Ibn al-Ṭiqṭaqī
 (novembre 2017).
Si vous disposez d'ouvrages ou d'articles de référence ou si vous connaissez des sites web de qualité traitant du thème abordé ici, merci de compléter l'article en donnant les références utiles à sa vérifiabilité et en les liant à la section « Notes et références ».
Ṣafī al-Dīn Muḥammad b. ʿAlī b. al-Ṭabāṭabā, aussi connu sous le nom de Ibn al-Ṭiqṭaqā, né en 1262 (660 H) et mort en 1309 (709 H), est un historien irakien, naqib (syndic) porte-parole de la communauté chiite du pays, alors sous domination mongole,.

## Biographie
Il est considéré comme un descendant direct de Hasan ibn 'Ali ibn Abi Talib (considéré par les chiites duodécimains comme étant le second imam). Son père,  Tāj al-Dīn ʿAlī b. Muḥammad b. Ramaḍān, était naqib al nuqabā’ (soit le chef des 'Alides) en Irak et un collecteur de taxes au sein de la région de Hilla, mais fut exécuté en 1273.
Ibn al-Tiqtaqa devint à son tour un naqib des 'Alides, avant d'ouvrir sa maison aux savants comme Ibn al-Fuwatī en 1288. Il écrivit un ouvrage nommé Talkhīṣ majmaʿ al-ādāb dans lequel se trouvent des fragments de poèmes et des éloges funéraires.